# Entity Framework Core
Entity Framework Core 是微軟新一代的物件關聯對應 (ORM) 框架，以 .NET Core 實作，不過它是歸屬於 ASP.NET Core 專案的一部份，在 ASP.NET Core 開始開發時就被列入標準功能，與現行的 Entity Framework 一樣，是微軟官方建議使用的資料存取功能，但 .NET Core 成功移植 ADO.NET 基礎類別庫 System.Data 之後，開發人員仍能使用 ADO.NET 作為資料存取的解決方案。

## 历史
2014年5月19日，微软决定为了让其.NET能跨平台，下一版Entity Framework将完全重写。2016年6月27日，发布了Entity Framework Core 1.0, 伴随着ASP.NET Core 1.0 和 .NET Core 1.0.本来其命名为Entity Framework 7，但为了突出其是完全重写而不是替换EF6所以重新命名。
Entity Framework Core 所有版本是完全独立的代码库，作为NuGet包提供。
Entity Framework Core 1.0使用Apache License v2 在GitHub （页面存档备份，存于）开源。可运行于Windows, Linux和OSX。
2017年8月14日随Visual Studio 2017 15.3 和 ASP.NET Core 2.0 发布Entity Framework Core 2.0。
2019年9月23日随Visual Studio 2019 16.3 和 ASP.NET Core 3.0发布Entity Framework Core 3.0。
2019年12月3日发布了Entity Framework Core 3.1 (EF Core 3.1)并作为长期支持版本至少支持到2022年12月3日。
2021年1月12日发布了Entity Framework Core 5.0.2 (EF Core 5)。
2021年11月10日发布了Entity Framework Core 6.0 (EF Core 6)。

## 核心功能
Entity Framework Core 基本上以 ORM 架構為主，延續 Entity Framework 的作法發展，但 Entity Framework Core 不再支援 Database First 與 Model First 模式，而僅支援 Code First 模式，亦即使用程式碼來處理 Model 以及資料庫綱要對應的工作。
Entity Framework Core 1.0.0 目前支援下列功能 ：
- 資料庫塑模 (Modeling)：使用 POCO 方式建立 Model 與其關聯性、影子狀態 (Shadow State) 屬性維護、唯一性限制與索引、內建轉換、模型驗證、鍵值自動產生與關聯-表格對應等。
- 變更追踪 (Change Tracking)：快照式變更追踪、存取已追踪的狀態與附加已解除附加的資料項目或物件結構 (graph)。
- 儲存功能 (Save Changes)：基本資料儲存功能、樂觀式鎖定、非同步變更儲存、交易能力與批次處理。
- 查詢 (Query)：基本 LINQ 的支援、混合式主從架構評估、關閉追踪功能、早期載入、非同步查詢、基本 BCL 函式的轉換與 SQL 指令的執行。
- 資料庫綱要管理 (Database Schema Management)：資料庫建立與刪除的 API 支援、資料庫錯誤頁面 (由 ASP.NET Core 提供) 與關聯性資料庫移轉等。

目前正在實作中的有：
- 資料庫塑模 (Modeling)：資料標記 (Entity Framework 時代的 Data Annotations) 與 TPH 繼承模式。
- 分工的品質 (Cross-cutting quality)：文件、Intellisense 文件與 API 檢閱。
- 效能 (Performance)：額外的效能覆蓋與效能增進。
- 查詢 (Query)：對關聯屬性的查詢轉換。
- 資料庫的反向工程 (類似於 EF 的 Database First)。
- 穩定化對 Mac 與 Linux 的功能。
- 新的資料提供者。

在 1.0.0 內計畫的功能有：
- 設計時期脈絡 (context) 的發現與載入。
- 部署能力。
- 串聯式刪除。
- 記錄功能。

## 資料提供者
Entity Framework Core 支援下列資料提供者 ：
1. SQL Server
2. SQLite
3. In-Memory (記憶體內資料庫)，可供不需要存取到關聯性資料庫的測試工作。
4. PostgreSQL
5. SQL Server Compact
6. IBM 資料庫伺服器
7. MySQL

## 開發方式
Entity Framework Core 的開發方式與原有 Entity Framework 不同的是，Entity Framework Core 不再支援以 UI 為主的資料庫組態 (這是為了要適應 Linux 與 Mac 的開發環境)，且不論是何種模式 (Database First / Code First)，都是以程式碼為主的環境對應，不再有 EDMX (Entity Framework Metadata) 存在，為達成這個目標，Entity Framework 提供了 Scaffold-Database 指令 (於 Package Management Console 中執行)，允許開發人員由資料庫來產生 Model 的程式碼。
```
Scaffold-DbContext
 
"'Server=(localdb)\mssqllocaldb;Database=Blogging;Trusted_Connection=True;''"
 
Microsoft
.
EntityFrameworkCore
.
SqlServer

```

原本 Entity Framework 現有的資料模型同步指令 Add-Migration 與 Update-Database 在 Entity Framework Core 仍然支援，包含前述的 Scaffold-Database 指令，都被包裝在 Microsoft.EntityFrameworkCore.Tools 套件內，可以由 Package Management Console 中執行 Install-Package 安裝它，或是直接編輯 project.json 將它加入相依套件，然後再於 project.json 中加入工具的相關設定：
```
  
"tools"
:
 
{

    
"Microsoft.EntityFrameworkCore.Tools"
:
 
{

      
"version"
:
 
"1.0.0-preview1-final"
,

      
"imports"
:
 
[

        
"portable-net45+win8+dnxcore50"
,

        
"portable-net45+win8"

      
]

    
}

```

若是使用 Scaffold-Database 指令探測資料庫時，除了 Model 會自動產生外，也會一併產生 DbContext 類別的衍生程式，作為連結資料庫的入口，若是由新資料庫，或是未使用 Scaffold-Database 指令的話，就要自行撰寫這個類別。
```
using
 
Microsoft.EntityFrameworkCore
;

using
 
Microsoft.EntityFrameworkCore.Metadata
;

namespace
 
EFGetStarted.AspNetCore.ExistingDb.Models

{

    
public
 
partial
 
class
 
BloggingContext
 
:
 
DbContext

    
{

        
protected
 
override
 
void
 
OnConfiguring
(
DbContextOptionsBuilder
 
optionsBuilder
)

        
{

        
}

        
protected
 
override
 
void
 
OnModelCreating
(
ModelBuilder
 
modelBuilder
)

        
{

            
modelBuilder
.
Entity
<
Blog
>
(
entity
 
=>

            
{

                
entity
.
Property
(
e
 
=>
 
e
.
Url
).
IsRequired
();

            
});

            
modelBuilder
.
Entity
<
Post
>
(
entity
 
=>

            
{

                
entity
.
HasOne
(
d
 
=>
 
d
.
Blog
)

                    
.
WithMany
(
p
 
=>
 
p
.
Post
)

                    
.
HasForeignKey
(
d
 
=>
 
d
.
BlogId
);

            
});

        
}

        
public
 
virtual
 
DbSet
<
Blog
>
 
Blog
 
{
 
get
;
 
set
;
 
}

        
public
 
virtual
 
DbSet
<
Post
>
 
Post
 
{
 
get
;
 
set
;
 
}

    
}

}

```

就可以使用 DbContext 來操作資料庫了，之後的部份就和 Entity Framework 差異不大。

若是 ASP.NET Core，則需再到 ASP.NET Core 的起始類別 (例如 Startup.cs)，將 Entity Framework Core 的 DbContext 加到 Dependency Injection 裡面。
```
public
 
void
 
ConfigureServices
(
IServiceCollection
 
services
)

{

    
var
 
connection
 
=
 
@"Server=(localdb)\mssqllocaldb;Database=Blogging;Trusted_Connection=True;"
;

    
services
.
AddDbContext
<
BloggingContext
>
(
options
 
=>
 
options
.
UseSqlServer
(
connection
));

    
// ...

}

```

之後就可以由 Controller 取得這個 DbContext 進行資料存取的動作了，例如：
```
using
 
EFGetStarted.AspNetCore.ExistingDb.Models
;

using
 
Microsoft.AspNetCore.Mvc
;

using
 
System.Linq
;

namespace
 
EFGetStarted.AspNetCore.ExistingDb.Controllers

{

    
public
 
class
 
BlogsController
 
:
 
Controller

    
{

        
private
 
BloggingContext
 
_context
;

        
public
 
BlogsController
(
BloggingContext
 
context
)

        
{

            
_context
 
=
 
context
;

        
}

        
public
 
IActionResult
 
Index
()

        
{

            
return
 
View
(
_context
.
Blog
.
ToList
());

        
}

        
public
 
IActionResult
 
Create
()

        
{

            
return
 
View
();

        
}

        
[HttpPost]

        
[ValidateAntiForgeryToken]

        
public
 
IActionResult
 
Create
(
Blog
 
blog
)

        
{

            
if
 
(
ModelState
.
IsValid
)

            
{

                
_context
.
Blog
.
Add
(
blog
);

                
_context
.
SaveChanges
();

                
return
 
RedirectToAction
(
"Index"
);

            
}

            
return
 
View
(
blog
);

        
}

    
}

}

```